# Ur led är
Ur led är... var det svenska punkbandet Strebers första LP och spelades in i augusti 1986 av Johnny T. i studion Svängrummet, Nyköping.
Den släpptes i 1 000 ex på skivbolaget Kaos & Skrål i september 1986. Det fanns planer på att ge ut skivan igen men presseriet i Nederländerna hade kasserat tryckmatriserna. (källa: konvolutet till samlingsskivan Kaos & Skrål)
Introt till skivan är taget från Antonio Vivaldis De fyra årstiderna (Sommar).

## Låtförteckning
| Sida A | Titel            | Längd | Noteringar            |
| ------ | ---------------- | ----- | --------------------- |
| 1.     | Sanningen        | 2.52  |                       |
| 2.     | Förnedelsen      | 2.42  |                       |
| 3.     | Gula Låten       | 3.56  |                       |
| 4.     | Radioaktiv       | 2.50  |                       |
| 5.     | Ronnie Wants War | 3.52  |                       |
| 6.     | Dan Efter Bomben | 1.44  | Original av Halloween |
| 7.     | Pärleporten      | 1.58  |                       |

| Sida A | Titel                    | Längd | Noteringar                          |
| ------ | ------------------------ | ----- | ----------------------------------- |
| 1.     | Samhället Är Sjukt       | 3.33  |                                     |
| 2.     | Meningslöst Liv          | 1.16  |                                     |
| 3.     | Levande Död              | 2.24  | Här emellan finns en gris-sympfoni. |
| 4.     | Från Fronten Till Dig    | 2.31  |                                     |
| 5.     | Ung Och Arg              | 1.46  |                                     |
| 6.     | Bazz In Azz              | 3.08  |                                     |
| 7.     | Balansgång (part I & II) | 2.55  |                                     |

## Banduppsättning
- Micke "Ulke" Johansson - sång, gitarr
- Johnny Rydh - trummor
- Pelle Persson - bas